# Tomo Rebolj
Tomo Rebolj, slovenski pisatelj, * 14. april 1954, Priboj, † 12. november 2020, Ljubljana.
Literarni opus Toma Rebolja zaznamujeta dve obdobji: Od leta 1972 do leta 1989 je ustvarjal prozo pod lastnim imenom, od leta 1989 dalje pa se je pod psevdonimom Aaron Kronski povsem posvečal pisanju kriminalnih romanov.  

## Življenje
Tomo Rebolj se je rodil leta 1954 očetu Hinku Rebolju iz ljubljanske meščanske družine in materi Gertrude Siedelberger, nemški judinji iz Hamborna, ki se je še pred II.svetovno vojno z družino priselila v Slovenijo in se ob izbruhu vojne pridružila partizanom. Hinko Rebolj je bil po vojni zavoljo političnih okoliščin primoran k selitvi v Priboj, kamor sta odšla skupaj z Gertrude Siedelberger. Kmalu se jima je rodil Tomo Rebolj. V Priboju je oče služboval kot občinski uradnik, urejal lokalni časopis in vodil amatersko gledališče. Ko je Tomo dopolnil štiri leta, sta se z materjo preselila nazaj v Ljubljano. Oče naj bi se jima pridružil po upokojitvi. Tomo je osnovno šolo obiskoval v Ljubljani, poletne počitnice pa preživljal pri očetu v Srbiji, kjer je vzljubil gledališče, branje in spoznaval umetnost. Že v osnovni šoli je izkazoval posebno nadarjenost predvsem za pisanje, odlično je tudi risal in nastopal v dramskih igrah. Tik pred začetkom gimnazijskega izobraževanja je oče resno zbolel in kmalu po diagnozi umrl. Očetova smrt je Toma Rebolja posebej prizadela in zaznamovala predvsem njegovo najstniško obdobje.
Ob šolanju v gimnaziji je pri rosnih osemnajstih letih napisal svoj prvi objavljen roman z naslovom Čudaki, leto kasneje pa odmevno pravljico Goldenbruk in Sanja z globokim avtorskim pečatom in sporočilno noto o ljubezni, razočaranju in pobegu v samoto. Odlične ilustracije je prispevala Jelka Reichman.
Po gimnaziji je vpisal študij primerjalne književnosti na Filozofski fakulteti in nadaljeval z romanopisjem. Sledili so romani Baltazar Rumenoroki, Alfa Pauna, Barnicz in Gnomi, ki je v nadaljevanjih izhajal v literarni reviji Mentor. Tomo Rebolj je virtuozno opisoval neustrašnost in hkrati nemoč mladega človeka v iskanju oprijemališča, psihološke opore in povezanosti s sočlovekom. Za otroke je prispeval tudi dve radijski igri: Aglaram čarovnik in Beli jelen.
Študij je presekalo obvezno služenje vojaškega roka v Sinju, kjer je stežka vztrajal do konca. Izkušnja stika s hladno militantno mentaliteto je še ena življenjska prelomnica, ki je Rebolja posebej zaznamovala in utrdila v izrazito antimilitantnem prepričanju. Tomo Rebolj je bil od rane mladosti in vse do konca življenja zagrizen bralec. V zgodnjem obdobju so ga navdihovala številna velika literarna imena, predvsem Franz Kafka, Henry Miller, Marcel Proust in Charles Bukowski. Dopisovanje o literaturi in filozofiji s prijateljem in kasnejšim sodelavcem pri založbi Partizanska knjiga Branetom Grabeljškom je bilo Rebolju med služenjem vojaškega roka v posebno uteho. Ustvarjalna posledica mučnega obdobja sta postala romana Barnicz in Baltazar Rumenoroki.
Vrnitvi v Ljubljano je sledilo intenzivno druženje s slikarjema Tomažem Gostinčarjem in Aleksandrom Jarcem, jezuitom Stankom Matičičem, literatom Vojkom Gorjanom in drugimi. V krajši partnerski zvezi se mu je zgodaj rodil sin. Srečeval se je tudi z dramatikom Ivanom Mrakom ter številnimi umetniki in intelektualci, ki so na Mrakovo pobudo tvorili kavarniško omizje, okrog katerega se je ob tedenskih srečanjih vrsto let razvijala burna in navdihujoča debata o družbi, politiki in umetnosti.
Kmalu je spoznal svojo bodočo ženo, leta 1975 se je poročil in paru se je leto kasneje rodila hči. Bila sta si v navdih in oporo do zadnjega dne Toma Rebolja.
Družina je zaživela v centru Ljubljane na Kongresnem trgu, kjer je Tomo Rebolj s Karlom Brišnikom ustanovil Gledališče Tema s sedežem v samem stanovanju družine. Komorna drama Ivana Mraka Spoved lučnim bratom je bila leta 1983 uprizorjena v Križevniški cerkvi v Ljubljani. Naslednje leto sta se gledališču pridružila še igralec Srečo Špik in pisatelj Peter Božič. Preimenovali so ga v Gledališče Proces. Na podlagi dramatizacije Toma Rebolja so po romanu Franza Kafke ustvarili predstavo Proces, ki je bila premierno uprizorjena na Poletnem festivalu v Križankah. V Vodnikovi domačiji so uprizarjali dramo Toma Rebolja z naslovom Waldorf Astoria, v SNG Nova Gorica himnično dramo Ivana Mraka Beg iz pekla, komedijo Gorana Gluviča z naslovom Konzerve pa v Šentjakobskem gledališču v Ljubljani. V Gledališču Proces so ustvarjali številni gledališki igralci in režiserji.
Tomo Rebolj je bil od leta 1974 dalje najmlajši član Društva slovenskih pisateljev (DSP). Leta 1979 je bil izvoljen kot tajnik DSP. Zaradi nesprijaznjenosti s spoznanjem, da je bil DSP predvsem podaljšek jugoslovanskega političnega aparata, ki večinoma vnaprej kroji usodo pisateljev in pesnikov, je iz društva izstopil. Nikoli ni želel pripadati nobeni ideologiji ali religiji. Literarne prispevke je objavljal v reviji Sodobnost, Reviji 2000 in predvsem v Novi reviji. Za revijo Ampak je ustvarjal literarne recenzije in premišljanja o literaturi v rubriki Zasebni bralec.
Leta 1989 je Tomo Rebolj objavil prvi kriminalni roman Vražji glas pod psevdonimom Aaron Kronski. Že s prvo precej atipično kriminalko v avtentičnem slogu, ki navdahnjen z dekadenco, ironijo in sarkazmom odstopa od klasičnih okvirov žanra, je pridobil zvesti krog bralcev in naklonjene recenzije. Tudi v nadaljevanju se je povsem posvetil oranju ledine na področju kriminalnih romanov, ki so bili do tedaj v slovenskem prostoru redek in predvsem zelo zapostavljen žanr. Razlog za spremembo »literarne identitete« je Tomo Rebolj pojasnil s kratko začinjeno izjavo: »Spoznal sem, da je življenje kriminal.«
»Medtem ko Reboljeva zgodnja dela izražajo upornega duha, so kasnejša dela tisto, zaradi česar je slovenska literarna pokrajina postala bogatejša. Kakovostnega izvirnega žanrskega leposlovja v slovenski literaturi skoraj ni, posebej ko gre za kriminalni roman. Tomo Rebolj je eden prvih avtorjev, ki se je lotil pisati kriminalne romane, v katerih z distanco ter rezkim humorjem in aluzijami na sodobni čas postavlja ogledalo družbi. Mnogokrat preseže žanrske okvire in jih namenoma krši. Spogleduje se s klasiki žanra in klasiki sodobne svetovne književnosti, obenem pa lucidno oblikuje svoj unikaten pisateljski izraz, ki v našem prostoru precej spregledanemu žanrskemu leposlovju dviguje literarno vrednost. Dejstvo, da je njegov opus do sedaj obdelan v nekaj diplomskih nalogah, priča o tem, da je žanrska literatura tudi po njegovi zaslugi postala mnogo več.«
(Iz dokumenta utemeljitve Ministrstva za kulturo za republiško priznavalnino, leto 2014)

### Tomo Rebolj
- Čudaki (1972), roman COBISS
- Goldenbruk in Sanja (1973), pravljica COBISS
- Baltazar Rumenoroki (1975), roman COBISS
- Alfa Pauna (1979), roman COBISS
- Aglaram čarovnik, radijska igra za otroke (1980),
- Barnicz (1981), roman COBISS
- Gnomi, roman, izhajal v nadaljevanjih v reviji Mentor (1985), roman
- Waldorf Astoria (1986), drama
- Franz Kafka: Proces (1987), dramatizacija romana
- Beli jelen, radijska igra za otroke (1989).

### Aaron Kronski (psevdonim)
- Vražji glas (1989), triler COBISS
- Mesto angelov (1991), roman COBISS
- Divjanje ali Junak našega časa (1992), roman COBISS
- Vaya con Dios (1993), roman COBISS
- Pogrezanje (1994), roman COBISS
- Človek, ki se je pretepal z angeli (1997), roman COBISS
- Nasmeh zla (1998), roman COBISS
- Oko d.o.o. (1999), roman COBISS
- Stražar (2000), roman COBISS
- Lutke (2004), roman COBISS
- Pravljičarjeva smrt (2005), roman COBISS
- Egiptovska žaba (2006), roman COBISS
- Naš človek na zemlji (2007), roman COBISS
- Ahriman Angel (2009) COBISS
- Brisan prostor (2009), roman in e-knjiga (2013) COBISS
- Legija (2012), roman COBISS
- Siva mrena (2013), e-knjiga COBISS
- Mračne povedi (2015) COBISS